# Prigionieri dell'oceano
Prigionieri dell'oceano (Lifeboat) è un film drammatico e di sopravvivenza del 1944 diretto da Alfred Hitchcock e tratto da una storia di John Steinbeck. È ambientato interamente su una scialuppa lanciata a mare da una nave passeggeri che stava affondando dopo un attacco navale nella Seconda guerra mondiale.

## Trama
Dalle acque gorgoglianti del Nord Atlantico emerge la cima inclinata della ciminiera di un transatlantico americano che sta colando a picco, colpito da un U-Boot, un sommergibile tedesco anch'esso inabissatosi nel combattimento. Sparpagliati e mossi dalle onde galleggiano relitti sparsi: la cassetta del pronto soccorso, pagine di giornali, banconote, carte da gioco, un morto. Su una lancia di salvataggio, sta seduta solitaria un'elegante giornalista impellicciata, Connie Porter, che ha trovato scampo con la sua valigia e la macchina da scrivere; elettrizzata, ha girato un filmato con la sua cinecamera Leica sulla battaglia tra le due navi e già pregusta lo scoop che ne deriverà. È qualcosa che ripugna al primo sopravvissuto salito a bordo: John Kovac è un giovane ingegnere addetto alla sala macchine, di simpatie comuniste. Inizia subito uno scontro di caratteri e d'idee, una serie di battibecchi: i due si piacciono e si detestano nello stesso tempo.
Altri naufraghi, civili inglesi e americani, vengono via via salvati e fatti salire: una giovane donna britannica, Miss Higley, il cui figlio è morto, viene salvata da Joe, un cameriere nero; Sergio Rittenhouse, un industriale molto ricco, incallito giocatore di poker; Gus Smith, un marinaio ferito ad una gamba; Stanley Garrett, operatore radio e l'infermiera Alice Mac Kenzie.
Per ultimo sale sulla lancia Willy, un nemico tedesco che nega di essere il comandante dell'U-Boot, nonostante i sospetti di John. Sembra parlare solo tedesco, che solamente la giornalista Connie conosce. I naufraghi sono combattuti sul comportamento da adottare nei suoi confronti: gettarlo a mare, come vuole Kovac, oppure offrirgli la salvezza? Sospettare delle sue intenzioni o accettare l'aiuto che lui offre?
Prevale la decisione di tenerlo a bordo. Manca qualcuno in grado di navigare con competenza verso le isole Bermude dove si trova la base americana. Il tedesco dichiara di essere capitano esperto nella navigazione e, pur con il parere contrario di Kovac, prende il comando dell'imbarcazione e la scelta della rotta da seguire.
La vita a bordo della lancia è sempre più difficile: Miss Higley comprende che il suo bambino è morto e, impazzita dal dolore, infine si suicida; al marinaio Gus va in gangrena la gamba ferita e il tedesco, con l'aiuto dell'infermiera, procede all'amputazione; una tempesta sconquassa la barca e distrugge le provviste di cibo e d'acqua. Fra i naufraghi serpeggiano lo stress e le tensioni, acuite dalla disidratazione; ciascuno mette a nudo il proprio carattere, le proprie convinzioni, l'appartenenza sociale, storie e legami della precedente esistenza. Ognuno facendo i conti coi propri limiti: qualità e difetti, coraggio e paura, con la fame e con la sete che li opprimono. Giocano d'azzardo con le pagine del taccuino della giornalista trasformati in carte da gioco, litigano, si scontrano, qualcuno s'innamora.
Spicca il personaggio della giornalista Connie, all'apparenza così sofisticata, ma che con l'aggravarsi della situazione si dimostra schietta, generosa e umana: presta la sua calda e morbida pelliccia alla madre disperata che la porterà con sé in fondo al mare; si rassegna alla perdita della Leica e della macchina da scrivere; ha parole di conforto per Gus; alla fine, offre il suo prezioso bracciale di diamanti, portafortuna dal quale aveva giurato di non separarsi mai, come esca al fine di catturare un pesce per il gruppo stremato.
L'elemento di contrasto più serio continua a essere il rapporto col tedesco. Quando si scopre che non è un orologio quello che spesso consulta ma una bussola nascosta ai compagni, che la rotta da lui seguita porta a una nave nazista, che ha spinto in mare il povero Gus, che comprende e parla perfettamente l'inglese, che beve acqua mentre gli altri ardono di sete, il gruppo esasperato si avventa sul nemico e lo uccide.
La lancia è in vista di una nave tedesca ausiliaria, proprio quella dove Willy voleva condurli; una sicura detenzione in un lager attende i naufraghi. Una scialuppa nemica sta remando per acciuffarli. Ma ecco: improvvisamente sia la scialuppa che la nave avversaria vengono colpite e affondate da una corazzata Alleata. Un marinaio tedesco, terrorizzato e ferito, chiede salvezza ai naufraghi. I sopravvissuti discutono se tenerlo a bordo o buttarlo a mare mentre aspettano la nave che li recuperi. Il marinaio tedesco minaccia i naufraghi con una pistola, ma viene disarmato da Joe. Il marinaio domanda in tedesco: «Non avete intenzione di uccidermi?», allora Kovac replica: «Non stavi per ucciderci?» meditando: «Che cosa si fa con gente come questa?».

## Produzione
Dopo L'ombra del dubbio Hitchcock diede il suo terzo contributo, gli altri due erano stati Il prigioniero di Amsterdam del 1940 e Sabotatori del 1942, alla propaganda contro il nazismo. Il regista era legato dal contratto al produttore David O. Selznick il quale lo aveva ceduto alla Twentieth Century-Fox per due film, il primo dei quali sarebbe stato Prigionieri dell'oceano. L'incarico di produrre il film fu dato a Kenneth Macgowan.

### Soggetto
La stesura del soggetto e della sceneggiatura furono complicate: il primo scrittore contattato fu John Steinbeck ma la sceneggiatura da lui presentata fu giudicata insoddisfacente; fu affidata successivamente a MacKinlay Kantor il quale a sua volta fu messo in libertà due settimane dopo. Venne chiamato infine Jo Swerling, esperto professionista che riuscì a dare al materiale già raccolto una forma accettabile anche se poi Hitchcock ci lavorò lui stesso prima di iniziare le riprese.

### Riprese
Il film fu girato tutto in studio: un canotto galleggiava in una enorme vasca e cielo e mare erano ottenuti con i trasparenti. Le riprese si completarono entro l'autunno del 1943.

### Cast

#### Cameo
Hitchcock, che in questo film non poteva apparire come un passante o una qualsiasi comparsa, ebbe un'idea originale: ossia apparire in fotografia su una pagina di giornale sfogliato da uno dei naufraghi. Con l'umorismo pungente che esercitava anche su sé stesso ironizza sulla sua obesità: aveva appena fatto una dieta che gli aveva fatto perdere parecchi chili. Prese due sue fotografie prima e dopo la cura e le incluse in un annuncio pubblicitario di un miracoloso e fantomatico prodotto dimagrante "Reduco". Dopo aver visto il film molti spettatori gli scrissero per avere notizie di quel prodotto.

## Distribuzione
La prima a Londra si ebbe il 28 gennaio 1944.

## Colonna sonora
Il regista ha voluto che non ci fosse nessuna musica (lo stesso fece, vent'anni più tardi, per Gli uccelli): di volta in volta sono lo stridore della sirena, il silenzio del mare, i rumori naturali dell'acqua, del vento, della pioggia, lo sciacquio delle onde ad accompagnare le parole che si scambiano i naufraghi. Il cameriere nero suona il flauto e anche Rittenhouse, il tedesco rema e canta.

## Accoglienza

### Critica
Il film ebbe accoglienze discordi.
Hitchcock dichiarò a Truffaut: «La ragione per la quale i critici americani si sono scagliati contro questo film in modo così veemente, sta nel fatto che avevo mostrato il tedesco superiore agli altri personaggi.»
Il film ebbe un certo successo di pubblico a New York ma, a giudizio dello stesso regista, per le sue caratteristiche tecniche, non poteva essere commerciale. Il film infatti, sottolinea Truffaut, "è una scommessa, quella di girare un intero film su una lancia di salvataggio... è l'esatto contrario di un thriller, è un film di personaggi". Il regista rispetta rigorosamente l'unità di tempo, di luogo, d'azione, la macchina da presa non riprende mai dall'esterno la lancia e non c'è praticamente colonna sonora.

### Tematiche trattate e analisi
Il regista attraverso questo film lancia un semplice, ma efficace, messaggio: i nemici (e si riferisce ai tedeschi della seconda guerra mondiale), sono preparati, determinati e forti, l'unica maniera per sconfiggerli è che le forze democratiche dell'intero pianeta si alleino.
Con umorismo crudele, il regista priva man mano la giornalista, abituata al successo nella professione e all'agiatezza nella condizione sociale, degli oggetti che le appartengono:
- la coperta
- una macchina fotografica "Leica"
- una pelliccia di visone
- una macchina da scrivere
- un braccialetto di diamanti

«Poco a poco mi vengono tolti tutti i miei beni terreni», esclama sconsolata ma non vinta. La lotta per la sopravvivenza riduce gli esseri umani all'essenzialità e alla loro identità più profonda.
La condizione di privazione coinvolge tutti i personaggi a bordo della lancia: la madre perde il figlio, Gus perde la gamba, tutti perdono l'orientamento e la rotta, perdute sono le provviste dopo la tempesta.
«Il senso della deriva conferisce al film uno strano tessuto allucinatorio, la sensazione di fluttuare in un incubo senza fine, senza riparo sicuro».

## Riconoscimenti
Nel 1944 il National Board of Review of Motion Pictures l'ha inserito all'ultimo posto nella lista dei migliori dieci film dell'anno.